# HIV/AIDS tại Bắc Triều Tiên
Không có số liệu thống kê độc lập về tỷ lệ hiện nhiễm HIV/AIDS ở Triều Tiên. Chính phủ Cộng hòa Dân chủ Nhân dân Triều Tiên chính thức khẳng định hoàn toàn không có công dân nào nhiễm AIDS và liên tục báo cáo không có trường hợp AIDS cho UNAIDS. Tổ chức Y tế Thế giới (WHO) ước tính có dưới 100 người bị nhiễm HIV/AIDS ở đây và UNAIDS ước tính tỷ lệ hiện nhiễm HIV ở người trưởng thành dưới 0,2%. Tuy nhiên, số liệu thống kê đưa ra từ các dữ liệu liên quan đến sức khoẻ khác của WHO ước tính có tới 700 ca tử vong hàng năm do HIV/AIDS ở Triều Tiên, nhưng số liệu này được tính toán ngoại suy dựa trên các nước trong cùng khu vực của WHO có dịch HIV/AIDS.

UNAIDS không có dữ liệu đầy đủ về Triều Tiên, nhưng ước tính có ít hơn 0,2% người trưởng thành bị nhiễm HIV.

## Nhận thức

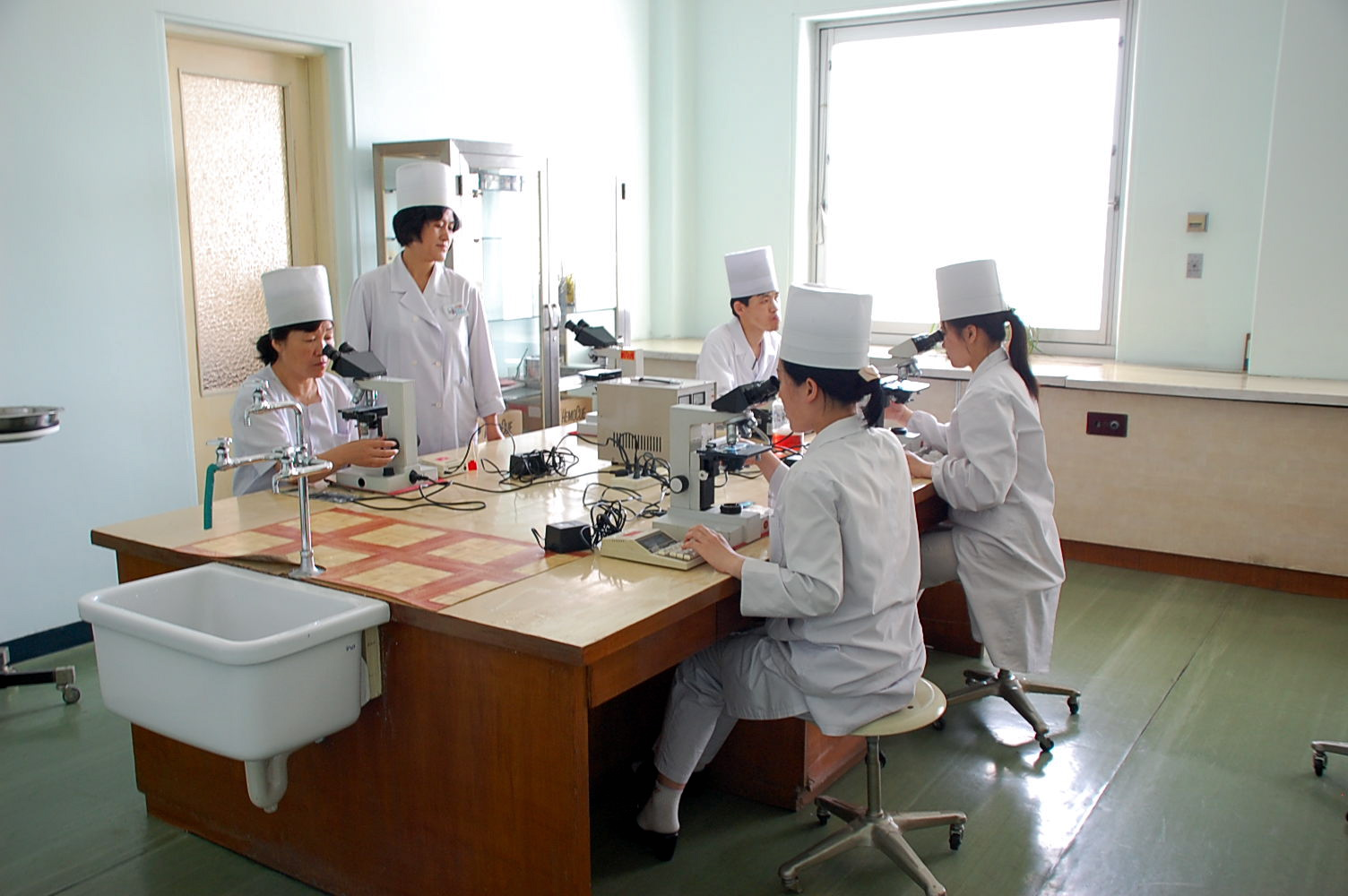
Phòng thí nghiệm tại Bệnh viện Sản nhi ở Bình Nhưỡng. Nhân viên bệnh viện đôi khi không có nhận thức về HIV/AIDS và việc truyền máu đặc biệt vẫn là một nguy cơ.

Chính phủ Triều Tiên thừa nhận không có ca bệnh AIDS nào trong nước. Sự gia tăng người tiêm chích ma tuý và người mại dâm nhiễm HIV, đặc biệt liên quan đến du lịch xuyên biên giới với Trung Quốc, được UNPF coi là nguy cơ lớn nhất, nhưng chính phủ Triều Tiên không muốn thừa nhận bản chất của các rủi ro. Chính phủ cam kết nâng cao nhận thức với WHO, UNICEF và UNPF để ngăn chặn bất kỳ sự bùng phát nào trong tương lai.
Cả nam giới và phụ nữ trưởng thành đều được giáo dục hợp lý về HIV/AIDS. Hơn hai phần ba trong số họ biết về cách để tránh HIV/AIDS, và chỉ có một vài quan niệm sai. Tuy nhiên, theo UNPF, ngay cả nhân viên bệnh viện đôi khi cũng có nhận thức hạn chế.
Thực tiễn nghèo nàn của đất nước liên quan đến việc truyền máu làm tăng nguy cơ lây nhiễm HIV/AIDS. Một yếu tố nguy cơ nữa là sự lây lan HIV qua biên giới giữa Triều Tiên và Trung Quốc đã tăng lên trong những năm gần đây. Trung Quốc có một số trường hợp nhiễm HIV cao.
Xét nghiệm máu được thực hiện trên du khách. Trong tương lai, WHO mong muốn theo dõi tốt hơn về STIs nói chung và khuyến khích sử dụng bao cao su có chất lượng tốt hơn. Ngày quốc tế phòng chống AIDS được ghi nhận ở trong nước.

## Các nhóm bị ảnh hưởng
Người ta ước tính có dưới 100 người trong nước nhiễm HIV/AIDS. Tỷ lệ hiện nhiễm HIV ở người lớn từ 15 đến 49 tuổi ước tính dưới 0,2% dân số đó. Theo thống kê chính thức của chính phủ Triều Tiên, nước này hoàn toàn không có AIDS. Từ năm 1979 đến năm 1997, Bắc Triều Tiên báo cáo không có trường hợp mắc bệnh AIDS hàng năm. Số liệu mới nhất về tỷ lệ hiện nhiễm HIV/AIDS là từ năm 2004, và không có số liệu mới nào được đưa ra.
Theo ước tính của WHO từ các dữ liệu liên quan đến sức khoẻ khác, có 700 người tử vong hàng năm do HIV/AIDS ở Triều Tiên. Điều này có nghĩa là 3,0 người chết trên 100.000 người. HIV/AIDS làm mất 37.000 năm điều trị tàn tật (DALY), hoặc 164 DALY trên 100.000 người. Tuy nhiên, số liệu này được tính từ số liệu của các nước khác trong cùng khu vực của WHO, bao gồm các quốc gia Nam và Đông Nam Á có dịch HIV/AIDS.
Hoạt động tình dục của thanh thiếu niên trong nước chưa được biết đến, kiến thức về tình hình HIV/AIDS trong nước còn hạn hẹp. Nhiễm HIV ở phụ nữ mang thai được theo dõi chặt chẽ và chưa có trường hợp nào được phát hiện.

## Can thiệp

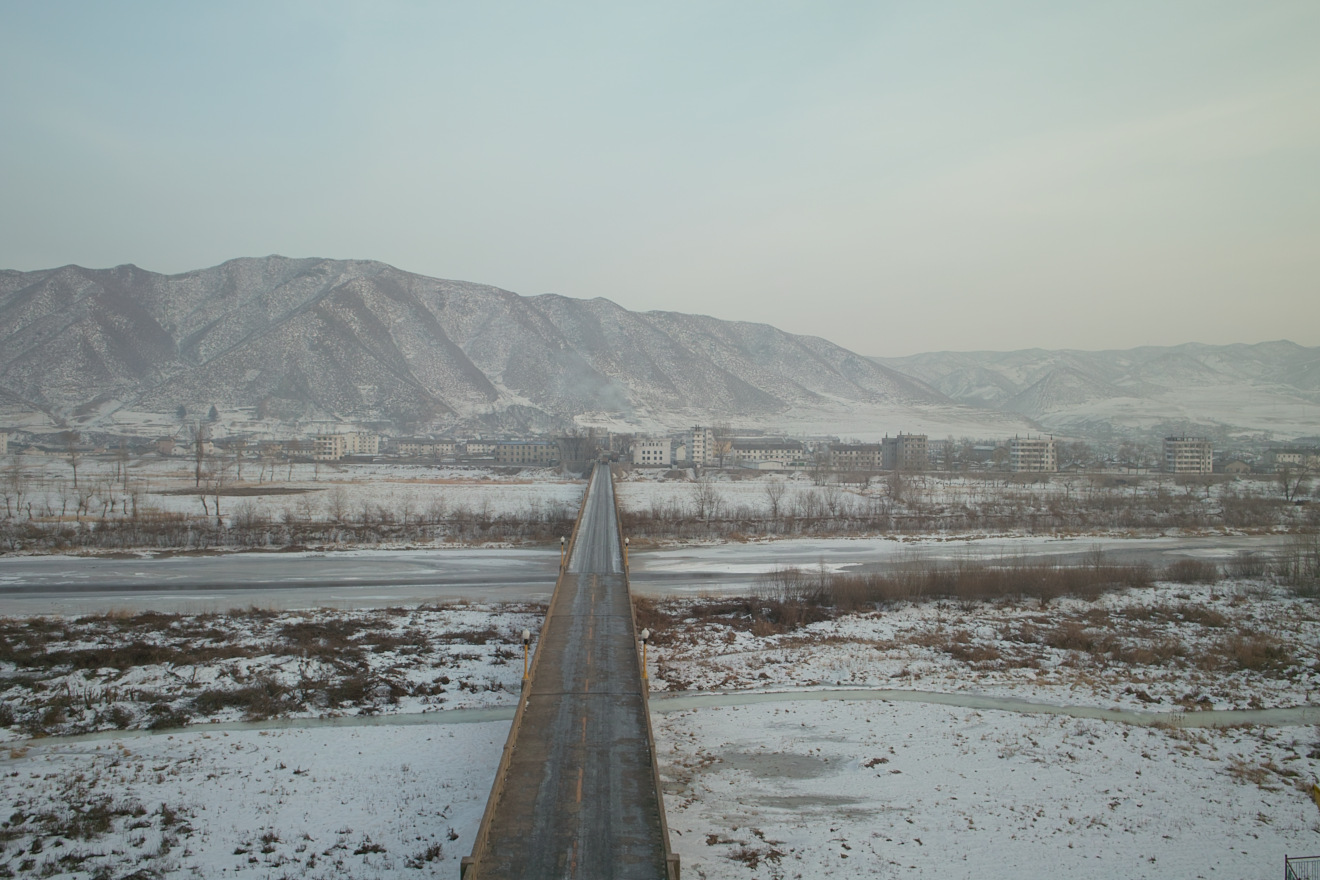
Sex trade across the China–North Korea border makes North Korea vulnerable to the HIV risks of China.

Trong năm 2011, Triều Tiên đã chi 1,070,420 đô la tiền công trong dự phòng HIV với số liệu tương tự cho những năm trước. Cùng năm đó, Triều Tiên nhận 75.000 đô la viện trợ quốc tế để phòng chống HIV/AIDS.
Triều Tiên có luật về trừng phạt liên quan đến một số quần thể có nguy cơ nhiễm HIV/AIDS. Theo UNAIDS, những luật như vậy có thể áp đặt kỳ thị đối với những người bị ảnh hưởng bởi HIV/AIDS và cản trở khả năng tìm kiếm điều trị của họ. Bắc Triều Tiên trừng phạt hình sự những người hành nghề mại dâm. Một số tội phạm liên quan đến ma túy có mức án tử hình. Mặt khác, người sử dụng ma túy không bị giam bắt buộc. Quan hệ tình dục giữa nam giới trưởng thành không phải là bất hợp pháp. Triều Tiên trục xuất người bị nhiễm HIV.
Có những điểm kiểm tra và phòng khám, nhưng không có liệu pháp điều trị kháng virus.